# Parafia Najświętszego Serca Pana Jezusa w Starej Kuźni
Parafia Najświętszego Serca Pana Jezusa w Starej Kuźni – parafia rzymskokatolicka należąca do dekanatu Kędzierzyn diecezji opolskiej w metropolii katowickiej, która została erygowana w 1980 . Kościół parafialny zbudowany w latach 1958–1962 mieści się przy ulicy Brzozowej 21. 

## Proboszczowie
| Lista proboszczów parafii Najświętszego Serca Pana Jezusa w Starej Kuźni |                     |
| Okres                                                                    | Proboszcz           |
| 1980–2012                                                                | ks. Teofil Cyrys    |
| 2012–2023                                                                | ks. Andrzej Walczak |
| 2023–                                                                    | ks. Zygmunt Nagel   |

## Historia parafii

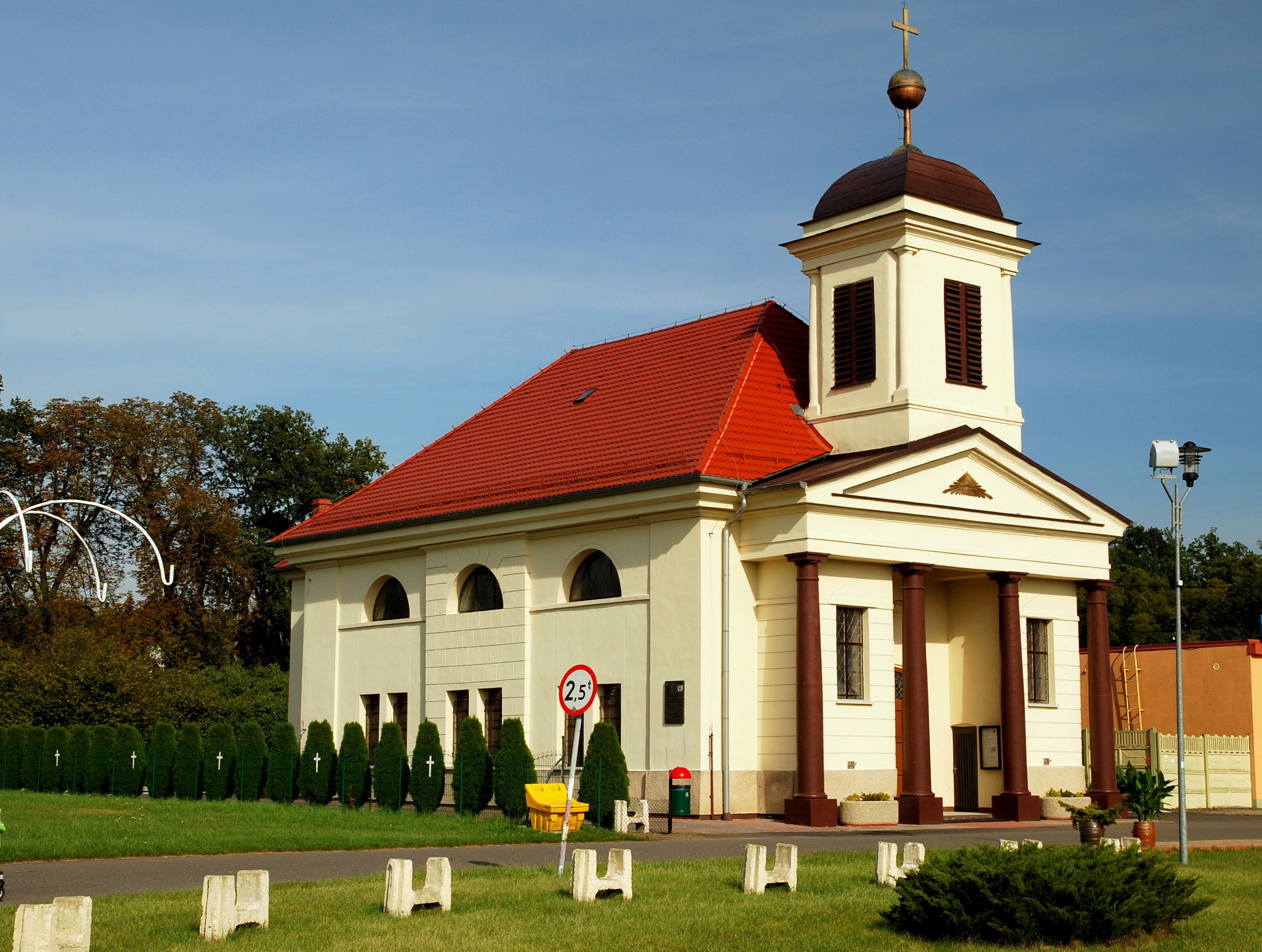
Kościół filialny św. Maksymiliana Kolbego w Kotlarni

Początkowo mieszkańcy niewielkiej miejscowości Stara Kuźnia należeli do założonej znacznie wcześniej parafii św. Katarzyny Aleksandryjskiej w Sławięcicach . W związku z rozwojem osadnictwa i stopniowym powiększaniem się ludności wsi i okolic oraz znacznej odległości do parafii macierzystej w Sławięcicach, zaistniała potrzeba posługi duchowej, a tym samym powołania samodzielnej parafii oraz budowy kościoła. W latach 1958–1962 wybudowano w Starej Kuźni kościół pod wezwaniem Najświętszego Serca Pana Jezusa, który wówczas był kościołem filialnym parafii sławięcickiej . 
29 września 1980 dekretem biskupa opolskiego Alfonsa Nossola została erygowana parafia pod wezwaniem Najświętszego Serca Pana Jezusa, a 23 października tegoż roku ks. Teofil Cyrys został mianowany jej pierwszym proboszczem . Powołanie nowej parafii było powodem zmian terytorialnych dekanatu Kędzierzyn, bowiem do parafii w Starej Kuźni przyłączono wówczas Korzonek, Kotlarnię i Ortowice z ich wiernymi .
Warto dodać, że w 1970 został przyznany, początkowo parafii macierzystej w Sławięcicach, a od 1980 parafii w Starej Kuźni, nieczynny kościół poprotestancki w Kotlarni przy ulicy Gliwickiej, będący kościołem filialnym, a jej patronem obrano w 1971 św. Maksymiliana Kolbego . Ponadto na terytorium parafii znajduje się kaplica w Ortowicach  oraz kaplica w Starej Kuźni przy ulicy Brzozowej. Parafia Najświętszego Serca Pana Jezusa w Starej Kuźni jest jednym z punktów stacjonarnych dla idących pielgrzymów organizowanej corocznie diecezjalnej Pieszej Pielgrzymki Opolskiej na Jasną Górę (grupa raciborska). Parafia liczy około 1300 wiernych .

## Zasięg parafii
- Korzonek
  - Korzonek (wieś), ulice: Gliwicka (1–8), Leśna
- Kotlarnia
- Ortowice
- Stara Kuźnia